# Trochalus ruficolor
Trochalus ruficolor är en skalbaggsart som beskrevs av Moser 1916. Trochalus ruficolor ingår i släktet Trochalus och familjen Melolonthidae. Inga underarter finns listade i Catalogue of Life.